# Jacquemontia weberbaueri
Jacquemontia weberbaueri är en vindeväxtart som beskrevs av Helwig. Jacquemontia weberbaueri ingår i släktet Jacquemontia och familjen vindeväxter. Inga underarter finns listade i Catalogue of Life.